# Charles Bonnet
Charles Bonnet (Ginevra, 13 marzo 1720 – Genthod, 20 maggio 1793) è stato un biologo e filosofo svizzero, scopritore della partenogenesi e autore di una teoria dell'evoluzione.

## Biografia

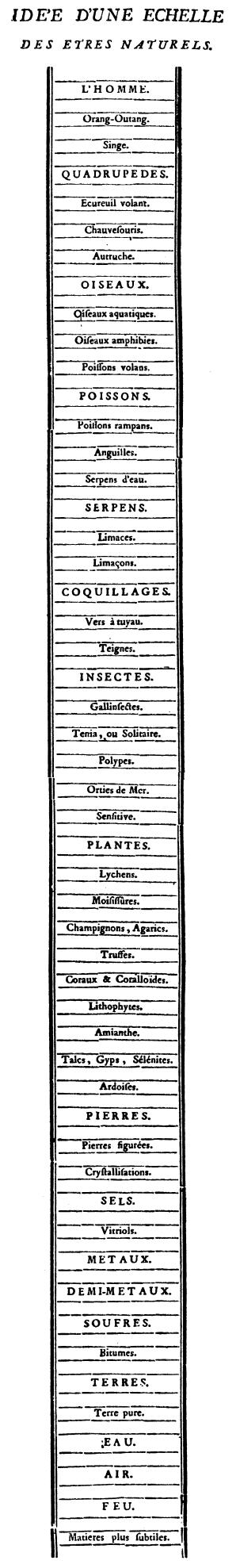
Bonnet, Scala degli esseri naturali, Traité d'insectologie, 1745

Dopo aver intrapreso gli studi universitari in giurisprudenza, campo verso il quale non provò mai molto interesse, Charles Bonnet scoprì di avere una grande 

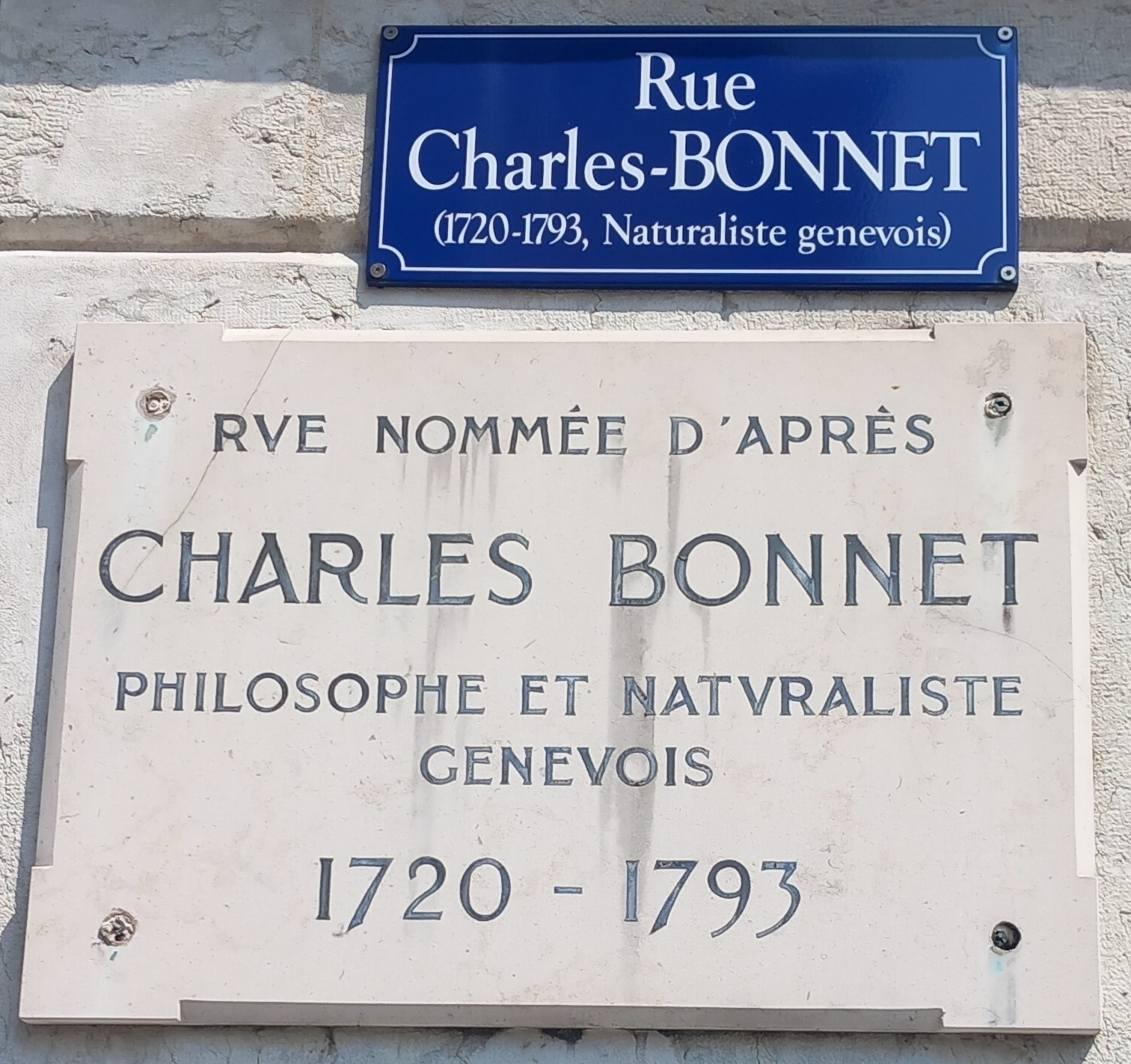
Via intitolata a Charles Bonnet a Ginevra

passione per la biologia e, all'età di 16 anni, dopo la lettura del saggio dell'abate Pluche "Spectacle de la nature" e soprattutto, con lo studio dei lavori di Réaumur, col quale fu in corrispondenza fin dall'età di 18 anni, decise di iscriversi alla facoltà di Scienze Biologiche dell'Università di Ginevra, conseguendo la laurea nel 1746. La sua vita appare priva di avvenimenti degni di nota. Sembra non abbia mai lasciato la terra natale (Ginevra entrò a far parte della Confederazione Elvetica nel 1815, dopo la morte di Bonnet), né che abbia preso parte agli affari pubblici, eccetto il periodo compreso fra il 1752 e il 1768 durante il quale Bonnet fu membro del Consiglio della Repubblica di Ginevra.
Esercitò la professione di avvocato, ma dedicò molto tempo alle scienze naturali, rivolgendo i suoi interessi dapprima all'entomologia e successivamente alla botanica. Divenne membro della Royal Society il 17 novembre 1743, mentre la pubblicazione del Traité d'insectologie (1745) gli vale l'ammissione all'Accademia francese delle scienze come socio corrispondente. Nel 1755 sposò Marie-Jeanne De la Rive; la coppia non ebbe figli, ma adottò come figlio Horace-Bénédict de Saussure, nipote della signora Bonnet. Divenuto cieco nel 1762, abbandonò le osservazioni scientifiche per dedicarsi alla filosofia. Trascorse gli ultimi venticinque anni della sua vita in un piccolo villaggio nei pressi di Ginevra, Genthod, dove morì dopo una lunga malattia.

## Studi

### Scienze biologiche
Bonnet si interessò alla riproduzione degli afidi, riuscendo a ottenere undici generazioni successive senza fecondazione maschile (fenomeno della "Partenogenesi"). Studiò anche la respirazione dei bruchi e delle farfalle, l'anatomia della Tenia, e la facoltà posseduta dall'Hydra di ricostituire le parti danneggiate o perdute dell'organismo (fenomeno della "Rigenerazione").
Nel 1754 apparve il Recherches sur l'usage des feuilles, in cui Bonnet inferiva la funzione delle foglie (respirazione, traspirazione, guttazione, ecc.) dalla loro struttura anatomica; ammirato da Cuvier, il testo è universalmente giudicato uno dei più importanti trattati scientifici prodotti nel XVIII secolo.

### Psichiatria
Charles Bonnet nel 1760 riferì la presenza di allucinazioni visive complesse e realistiche (personaggi, uccelli, ecc.) nel proprio nonno, sebbene costui, che aveva 87 anni, fosse affetto da cecità quasi totale per cataratta. Questa sindrome psichiatrica, che colpisce soggetti anziani con deficit visivi, porta per l'appunto il nome di Bonnet.

### Filosofia
Dopo che la cecità gli impedì di continuare con le osservazioni scientifiche, Bonnet si dedicò alla rielaborazione teorica e filosofica di vari problemi scientifici, specialmente quello della generazione, nati dalle sue precedenti osservazioni. L'opera filosofica di Bonnet è caratterizzata dalla difesa del preformismo e dalla polemica contro la generazione spontanea, nella quale si trovò alleato con Lazzaro Spallanzani, dal razionalismo e dal meccanicismo creazionistico.
Compose parecchi scritti filosofici (Essai de psychologie, Essai analytique sur les facultés de l'âme, Palingenesie philosophique, Recherches philosophiques sur les preuves du christianisme, Considérations sur les corps organisés, ecc.) Nell'ambito delle teorie preformiste secondo le quali tutti i germi esistevano già nel momento della Creazione biblica, Bonnet sosteneva tuttavia che gli esseri viventi fossero comparsi sulla Terra in epoche successive. Bonnet ipotizzava infatti che nel nostro pianeta fossero avvenute in passato numerose estinzioni catastrofiche dopo le quali si sarebbero sviluppati germi, sopravvissuti alle catastrofi precedenti e contenuti nei viventi più antichi, dai quali sarebbero sorte nuove forme di vita, sempre più perfette, adatte alle nuove condizioni geologiche.
Il criterio che permetteva l'ordine gerarchico nella scala degli organismi era per Bonnet il "grado di organizzazione". Per Bonnet "l'organizzazione più perfetta è quella che con un numero uguale o inferiore di parti distinguibili raggiunge i maggiori effetti". Gli esseri viventi vengono valutati nella loro perfezione, da Bonnet, con gli stessi criteri di utilità e di finalismo con cui sono valutate le macchine costruite dall'uomo. L'applicazione di questi criteri era tuttavia inutilizzabile per la definizione della scala dei viventi; lo stesso Bonnet, per es., ammetteva che il corpo umano, pur essendo il più perfetto fra quelli degli esseri viventi sulla Terra, possiede numerose facoltà sensoriali e motorie inferiori a quelle di altri animali posti nei gradini inferiori della scala dei viventi.
Bonnet, il quale riconosceva che tutti gli esseri avessero un'anima, non escludeva che anche l'uomo potesse estinguersi in futuro, lasciando "alla scimmia o all'elefante quel primato che attualmente egli detiene fra gli animali del nostro pianeta. In questa universale rinascita degli animali, si potrà trovare un Leibniz o un Newton fra le scimmie o gli elefanti, un Perrault o un Vauban fra i castori".

## Opere

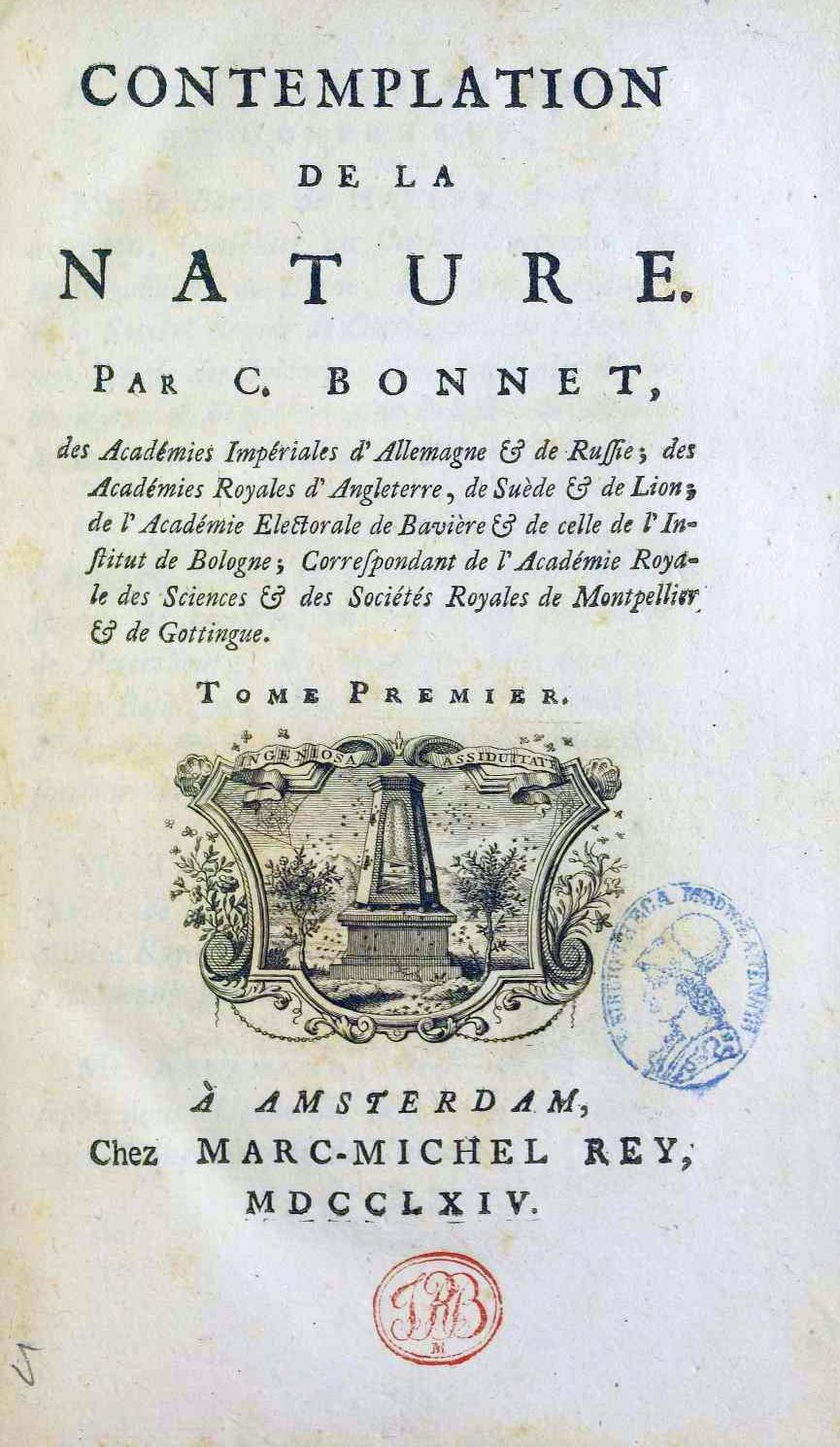
Contemplation de la nature, 1764

- Charles Bonnet. Traité d'insectologie ou Observations sur quelques espèces de vers d'eau douce, qui coupés par morceaux, deviennent autant d'animaux complets. A Paris, chez Durand, libraire, 1745.
  - Tome I Observations sur les pucerons.
  - Tome II Observations sur quelques espèces de vers d'eau douce, qui coupés par morceaux, deviennent autant d'animaux complets
- Charles Bonnet. Recherches sur l'usage des feuilles dans les plantes, et sur quelques autres sujets relatifs a' l'histoire de la vegetation. Gottingue & Leide, chez Elie Luzac, fils. Imp.-lib., 1754.
- Charles Bonnet. Essai de psychologie, ou considérations sur les opérations de l'âme, sur l'habitude et sur l'education. Auxquelles on a ajouté des principes philosophiques sur la cause première et sur son effet. Londres, 1755
- Charles Bonnet. Essai analytique sur les facultés de l'âme. A Copenhague, chez les frères Claude & Antoine Philibert, 1760
- Charles Bonnet. Considérations sur les corps organisés: où l'on traite de leur origine, de leur développement, de leur reproduction, &c. & où l'on a rassemblé en abrégé tout ce que l'histoire naturelle offre de plus certain & de plus intéressant sur ce sujet. Amsterdam, chez Marc-Michel Rey, 1762
- Charles Bonnet. Contemplation de la nature, par Ch. Bonnet. Amsterdam: chez Marc-Michel Rey, 1764. Tome I  e Tome II . Traduzione italiana di Lazzaro Spallanzani: Contemplazione della natura del signor Carlo Bonnet, tradotta in italiano, e corredata di note, e curiose osservazioni dall'abate Spallanzani e arricchita di necessarie e interessanti emendazioni del proprio autore. In Venezia, presso Giovanni Vitto, 1773.
  - (FR) Contemplation de la nature, vol. 1, Amsterdam, Marc Michel Rey, 1764.
  - (FR) Contemplation de la nature, vol. 2, Amsterdam, Marc Michel Rey, 1764.
  - (FR) Contemplation de la nature, vol. 4.1, Neuchâtel, Samuel Fauche, 1781.
  - (FR) Contemplation de la nature, vol. 4.2, Neuchâtel, Samuel Fauche, 1781.
  - (DE) Contemplation de la nature, Leipzig, Johann Friedrich Junius, 1772.
- Charles Bonnet. Œuvres d'histoire naturelle et de philosophie. Neuchâtel, de l'imprimerie de Samuel Fauche, libraire du roi, 1779-83 (9 Volumi in-4 o 18 Volumi in-8)  
  - Tome I Traité d'insectologie.
  - Tome II Observations diverses sur les insectes.
  - Tome III Mémoires d'histoire naturelle.
    - (FR) Mémoires d'histoire naturelle, vol. 2, Neuchâtel, Samuel Fauche, 1779.

  - Tome IV Recherches sur l'usage des feuilles.
  - Tome V-VI Corps organises.
    - (FR) Considerations sur les corps organisés, vol. 3, Neuchâtel, Samuel Fauche, 1779.

  - Tome VII-IX Contemplation de la nature.
  - Tome X Écrits d'histoire naturelle.
    - (FR) Ecrits d'histoire naturelle, vol. 5.1, Neuchâtel, Samuel Fauche, 1781.

  - Tome XI Écrits et lettres d'histoire naturelle.
  - Tome XII Lettres sur divers sujets d'histoire naturelle.
    - (FR) Lettres sur divers sujets d'histoire naturelle, vol. 5.2, Neuchâtel, Samuel Fauche, 1781.

  - Tome XIII-XIV Essai analytique sur les facultés de l'âme.
  - Tome XV-XVI La palingénésie philosophique.
  - Tome XVII Essai de psychologie.
  - Tome XVIII Écrits divers.
- Charles Bonnet. La palingénésie philosophique, ou Idées sur l'état passé et sur l'état futur des êtres vivants: ouvrage destiné à servir de supplément aux derniers écrits de l'auteur et qui contient principalement le précis de ses recherches sur le christianisme. Tome I e II. A Genève, chez Claude Philibert et Berthelemi Chirol, 1769. Tome I  e Tome II
- Charles Bonnet. Recherches philosophiques sur les preuves du christianisme, Nouvelle edition, ou l'on trouvera quelques additions, & des notes, Per C. Bonnet. A Genève, Chez Claude Philibert et Barth. Chirol, 1770. Traduzione italiana: Ricerche filosofiche sulle prove del Cristianesimo di Carlo Bonnet. In Venezia, presso Antonio Graziosi, 1771